# Banc De Binary
Banc De Binary — бывшая финансовая компания с главным офисом на Кипре, специализирующаяся на бинарных опционах, бинарные опционы (известных также, как опционы с фиксированным доходом или цифровые опционы) на активах включающих товары, акции, индекс, и иностранная валюта. Компания работала онлайн через веб-сайт, на котором клиенты могут покупать и продавать («Колл» или «Пут») опционы, предсказывая, как изменится цена определенного актива (пойдет вверх или вниз) в определенном промежутке времени.
В финансах, бинарный опцион — это тип опциона, в котором выплата — это фиксированная сумма определенного актива, либо вообще ничего. Существуют два основных типа бинарных опционов: «наличные или ничего» и «актив или ничего». Бинарный опцион «наличные или ничего» выплачивает определенную фиксированную сумму, если опцион закрывается, «в деньгах», в то время, как «актив или ничего» платит стоимость базового актива. Таким образом, опцион имеет двоичный характер, потому что есть только два возможных исхода. Их также называют опционы «все-или-ничего», цифровые опционы (обычно используются на рынке Forex) и опционы с фиксированным доходом (FROs)- на Американской фондовой бирже. Бинарные опционы обычно соответствуют Европейскому стилю опционов.
При покупке бинарного опциона, предположительная потенциальная доходность ещё известна до момента его приобретения..Бинарные опционы можно приобрести фактически на любой финансовый продукт, также возможен вариант покупки в обоих направлениях продаж, либо методом покупки «Колл» / «Вверх» опциона или «Пут» / «Вниз» опциона. Это означает, что инвестор может разместить длинную или короткую позицию на любой финансовый продукт, просто покупая бинарный опцион. Бинарные опционы предлагаются до истечения заранее определенного срока, который может быть, например: от 30 сек. до 30 мин. или до закрытия торгового дня и не подлежат изменениям
В рамках Европейского союза компания контролировалась Кипрской комиссией по ценным бумагам и биржам (CySEC) было принято решение о признании бинарных опционов в качестве торговых инструментов в 2012 году и впервые было введено их международное регулирование, требующее лицензирование и соответствия местному и международному законодательству.
В априори Banc De Binary и провайдер платформы SpotOption — первые, кто стал соблюдать требования CySEC. С того момента Banc De Binary запросил сертификационный статус в FSA(Управление по финансовому регулированию и надзору Великобритании) и FSB (Совет по финансовым услугам). Из-за статуса членства Кипра в Европейском Содружестве, Banc De Binary также регулировалась ImFIB, что предоставляло определенную защиту в рамках ICF (Фонда компенсации инвесторов). Эта регулирующая сеть позволяла Banc De Binary работать в странах ЕС в рамках документа Европейской Экономической Арены.
The Wall Street Journal описал это как «инновационный веб-сайт, который позволяет людям торговать на цене золота, нефти или акций»;
Статья в газете «Independent on Sunday» описала её как «Ведущую торговую компанию»
В 2017 году компания прекратила деятельность после претензий регулирующих органов 
.